# Marcelo Díaz
Marcelo Alfonso Díaz Rojas (nascut el 30 de desembre de 1986) és un futbolista xilè que actualment juga amb el Pumas UNAM i la Selecció de futbol de Xile.